# ملیت (روزنامه)
ملیت (به ترکی استانبولی: Milliyet) نام یکی از مهم‌ترین روزنامه‌های ترکیه است که از سال ۱۹۵۰ میلادی در شهر استانبول به زبان ترکی استانبولی و صورت روزنامه قطع بزرگ منتشر می‌شود. در سپتامبر ۲۰۰۹، روزنامه ملیت بایگانی دیجیتالی خود را افتتاح کرد.

## افراد سرشناس
- احمد آلتان
- دویگو آسنا
- محمدعلی بیراند
- اورهان بوران
- جان دوندار
- اسماعیل جم
- پیامی صفا
- اس تملکوران